# Molarer
Denna artikel handlar om en sorts tänder. För den kemiska enheten, se molar.

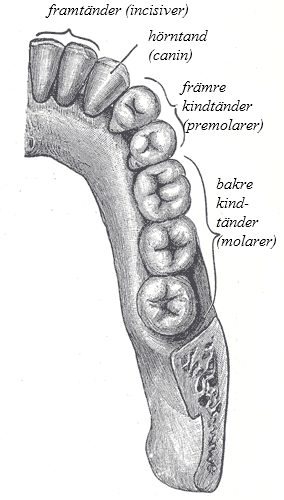
En halv käke.

Molarer är det latinska namnet för oxeltänder, de bakre kindtänderna som däggdjur har. Namnet (från latinets mola; 'kvarn') kommer av att de hos de flesta däggdjur används till att tugga eller sönderdela maten med. Hos människan är de strukturerade, där "topparna" kallas kuspar och har djupa fåror, fossor, för att styra maten till tandens mitt för att få tuggkraften i längdaxeln. Molarerna har två till fyra rötter, med nerver och blodkärl. Molarer med två eller fyra rötter är vanligast i underkäken; i överkäken är det vanligare med tre rötter.
Människan har i vuxen ålder oftast tre molarer i varje kvadrant, totalt tolv. Nummer sex, som även kallas för "sexårstand", är den första permanenta molaren att eruptera (framträda i munhålan). Bakom sexan erupterar sedan sjuan och sist åttan, som också kallas visdomstand. Förutom molarer delar man in tänderna i premolarer (främre kindtänder), caniner (hörntänder) och incisiver (framtänder).

Översikt över människans munhåla och tänder